# Дубина (Казатинский район)
Дубина (укр. Дубина) — посёлок, входит в Казатинский район Винницкой области Украины.
Население по переписи 2001 года составляло 180 человек. Почтовый индекс — 22113. Телефонный код — 4342. Занимает площадь 0,08 км². Код КОАТУУ — 521455303.

## Местный совет
22115, Вінницька обл., Козятинський р-н, смт. Бродецьке, вул.Перемоги,134